# Marc-René de Voyer d'Argenson (1722-1782)
Pour les articles homonymes, voir Marc-René d'Argenson.
Marc-René de Voyer de Paulmy d’Argenson, marquis de Voyer, comte de Paulmy, vicomte de La Guerche, baron des Ormes, puis comte d'Argenson (1764), est né le 20 septembre 1722 à Paris, et mort le 18 septembre 1782 au château des Ormes.
Fils de Marc-Pierre, comte d'Argenson, il est lieutenant général des armées du roi, directeur général des haras et gouverneur du château de Vincennes, puis gouverneur de plusieurs provinces.
Grand collectionneur d’art, il fait bâtir entre 1750 et 1752 le château d'Asnières par l'architecte Jacques Hardouin-Mansart de Sagonne, suivi, en 1753-1755, de l'Entrepôt général des haras d'Asnières.
Il est le premier grand protecteur de l'architecte Charles De Wailly, lui confiant, dès 1754-1755, à son retour de Rome, la transformation de sa salle à manger d'Asnières dans le nouveau style classicisant. Il lui commande, en 1762-1770, la remise au goût du jour de son hôtel parisien de la rue des Bons-Enfants, et fait transformer, en 1769-1778, le château des Ormes (Vienne), qu'il a hérité de son père en 1764. De Wailly érige aussi pour lui en 1766-1768 la vaste grange, devenue écurie ensuite, sise devant la grille du château des Ormes, le long de la route royale de Paris à l'Espagne. Chantiers confiés par l'architecte à son jeune élève et assistant Bernard Poyet.

## Biographie

### Famille
La maison d'Argenson est originaire de Touraine et établit sa filiation noble depuis 1374, même si la présence de Voyer, seigneurs de Paulmy, est attestée depuis 1244.

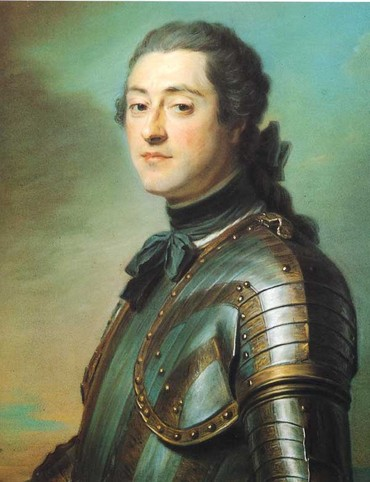
Marc-René, marquis de Voyer par Maurice Quentin de La Tour

Marc René de Voyer de Paulmy d’Argenson est l'aîné des deux fils de Marc Pierre, comte d'Argenson (1696-1764), qui est secrétaire d'État de la guerre de Louis XV, et de son épouse Anne Larcher (1706-1754), issue d'une famille de parlementaires parisiens.

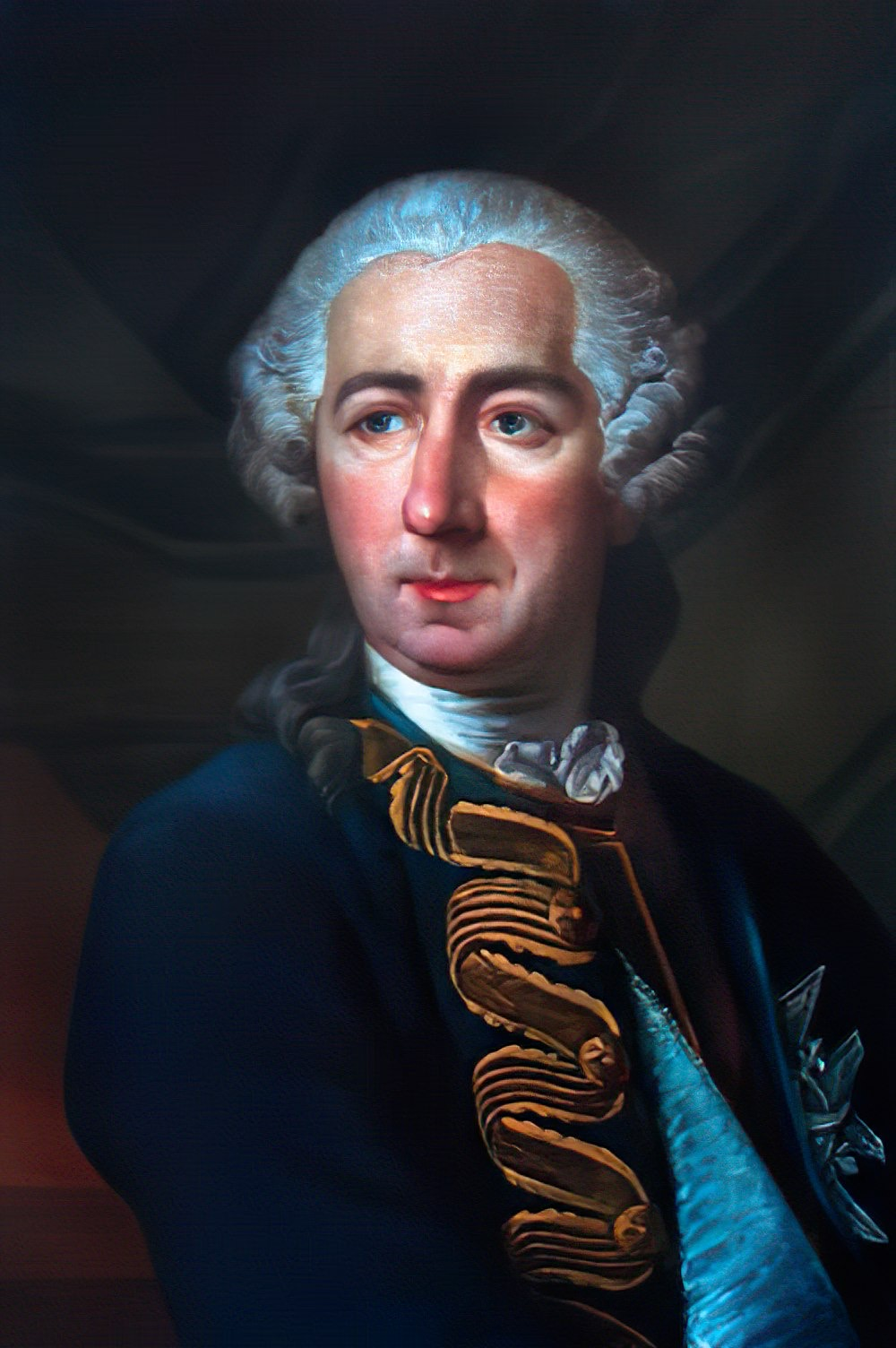
Le maréchal de Mailly, beau-père du marquis de Voyer.

Il épouse, le 10 janvier 1747, Joséphine Marie Constance de Mailly d'Haucourt (1734-1783), fille d'Augustin Joseph de Mailly, marquis d'Haucourt, lieutenant général des armées du Roi, plus tard maréchal de France, ami de son père, et de Constance Colbert de Torcy, sa première épouse. Tous deux ont quatre enfants :
- Aline de Voyer de Paulmy d'Argenson (1764-1812), mariée avec Paul Hippolyte, comte de Murat, dont postérité ;
- Constance de Voyer de Paulmy d'Argenson (1765-1784), mariée en 1780 avec Jean Baptiste Marc Frédéric de Chabannes, marquis de Curton,, sans postérité ;
- Pauline de Voyer de Paulmy d'Argenson (1767-1791), mariée en 1784 avec Guy Marie Anne Louis de Montmorency Laval, marquis de Laval, dont une fille sans postérité ;
- Marc-René de Voyer de Paulmy, marquis d'Argenson (1771-1842). Il épouse en 1795 Sophie de Rosen-Kleinroop, veuve de Charles Louis Victor, prince de Broglie [3], dont postérité.

### Carrière
Lieutenant du régiment royal de Berri-cavalerie, il est brigadier le 1er mai 1745. Il se distingue personnellement le 11 mai 1745 à la bataille de Fontenoy, où il commande le régiment de Berry cavalerie. Il est créé maréchal de camp le 10 mai 1748. « Il sert honorablement dans toutes les guerres de Flandre et d'Allemagne »
Il est nommé en 1752 directeur général des haras, lieutenant général des armées du roi et gouverneur du château de Vincennes. Il est successivement lieutenant général en Alsace, grand bailli en Touraine, puis commandant militaire en Saintonge, Poitou et Aunis, où il dirige l'assainissement des marais de Rochefort et fortifie l'île d'Aix.
Il démissionne de la direction des haras du roi en 1763 et réalise à titre privé sur le domaine des Ormes, entre Touraine et Poitou, la politique d'élevage des chevaux qu'il n'avait pu mener jusqu'au bout pour la monarchie en son domaine d'Asnières. On lui doit l'introduction en France du "yearling", pur-sang anglais, par ses liens privilégiés avec les éleveurs britanniques dont il rapporta les méthodes en France. Son rôle déterminant dans la politique équestre de la monarchie au XVIIIe siècle a été remis en lumière par les travaux de Nicole de Blomac. L'historien de l'art, Philippe Cachau a rappelé en 2016 ce que furent les haras d'Asnières, dit "entrepôt général des haras", ensemble équestre bâti par Jacques Hardouin-Mansart de Sagonne de 1752 à 1755 qui se voulait aussi ambitieux que les écuries de Chantilly avec 250 chevaux au plus fort de son activité. Vendus à Louis XV en 1764, ils subsistèrent jusqu'à la Révolution.
« En mai 1754, écrit le marquis d'Argenson, mon neveu, M. de Voyer, affecte de bouder le roi à cause de l'exil de son beau-père le comte de Mailly ; il ne fait presque plus la cour et y apporte un air très froid ».
C'est dans l'accomplissement de ses devoirs, à Rochefort, qu'il gagne le germe d'une maladie pernicieuse qui l'enlève, le 18 septembre 1782, âgé de presque soixante ans. Il est inhumé dans l'église de Paulmy (Lochois), lieu de sépulture de sa famille.
Collectionneur d’art, il fait bâtir entre 1750 et 1752 par l'architecte Jacques Hardouin-Mansart de Sagonne le château d'Asnières où il présente dans la galerie sa belle collection de maîtres flamands et hollandais. Le grand salon doré central, composé par Nicolas Pineau, annonce la splendeur de celui de son hôtel parisien au Palais-Royal, composé par Charles De Wailly dans les années 1760.
Il vend le château en 1769 et entreprend alors de faire transformer par l'architecte Charles De Wailly le château des Ormes aux Ormes (Vienne), qu'il avait hérité de son père en 1764. La cour d'honneur de cette vaste demeure abritait une statue en marbre de Louis XV, façonnée par Pigalle, ainsi que sept canons et un obusier anglais donnés par Louis XV à la suite de la bataille de Fontenoy.
Marc-René de Voyer de Paulmy d’Argenson est associé libre en 1749, puis membre honoraire de l'Académie royale de peinture et de sculpture. Il est vice-protecteur de l'Académie de Saint-Luc (1751-1764). Il est le protecteur du philosophe utopiste Dom Deschamps (1716-1774), auquel il permet de correspondre avec les Philosophes et de l’abbé Yvon, « métaphysicien de l'Encyclopédie », qui est également le bibliothécaire de son château des Ormes.